# Hoszin er-Ráged
Hoszin er-Ráged (arabul: حسين الراقد; Párizs, 1983. február 11. –) francia születésű tunéziai válogatott, aki jelenleg az Emirates Club játékosa.

## Sikerei, díjai

### Klub
- Paris Saint-Germain
  - Francia ligakupa: 2005-06
- Étoile du Sahel
  - Tunéziai kupa: 2012

## Külső hivatkozások
- Hoszin er-Ráged francia bajnoki statisztikái az lfp.fr-en (franciául)
- Hoszin er-Ráged adatlapja a National-Football-Teams.com oldalon (angolul)

- Hocine Ragued Transfermarkt